# Ijebu-Ode
Ijebu-Ode – miasto w południowo-zachodniej Nigerii, w stanie Ogun, w pobliżu Lagos.  Jest położone przy autostradzie pomiędzy Sagamu i Beninem. Około 154 tys. mieszkańców (2006).
Miasto jest obecnie punktem zbioru orzechów kola, kakao i oleju palmowego.